# 샤흐티

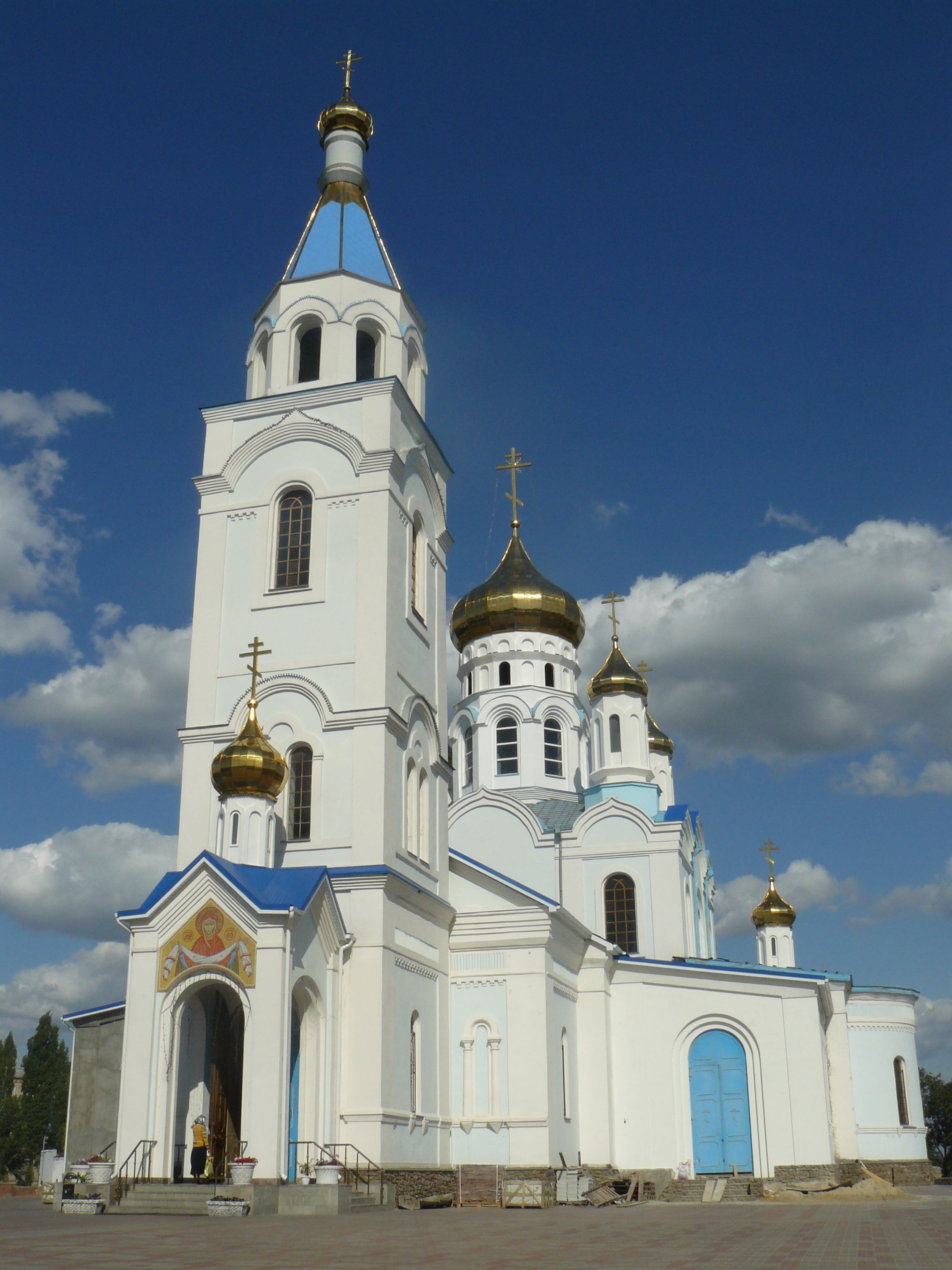

샤흐티(러시아어: Ша́хты)는 러시아 로스토프주의 도시이다. 인구는 239,987명(2010년)이다.
1881년 ~ 1921년까지는 알렉산드롭스크그루솁스키(Александровск-Грушевский)라고 불렸다. 1921년에 샤흐티로 개칭되었다. 석탄이 채굴되고, 돈바스의 동부 지역이다.
1926년에 이곳에 거주하던 우크라이나인들은 13.5%였다.

## 자매 도시
- 독일 겔젠키르헨
- 불가리아 니코폴